# Hopscotch
Hopscotch (Brasil: O Espião Trapalhão / Portugal: O Espião mais Perigoso do Mundo) é um filme estadunidense de 1980 do gênero comédia dirigido por Ronald Neame. É baseado em romance homônimo de Brian Garfield.

## Sinopse
Miles Kendig (Walter Matthau) é um experiente agente de campo da CIA. Após operação bem sucedida em Munique, Alemanha, onde recupera um microfilme aos agentes russos, é chamado a presença de seu superior, Myerson (Ned Beatty). Este discorda de seus métodos e o transfere de função.
Aborrecido com a situação, viaja a Salzburgo, Áustria, onde reúne-se a sua velha amiga Isobel (Glenda Jackson). Decide escrever suas memórias enviando pelo correio cópias de cada capítulo as principais agências de inteligência do mundo. Percebendo o teor altamente embaraçoso dessas revelações, Meyerson encarrega Joe Cutter (Sam Waterston) a encontrar-se com ele e convence-lo a parar, porém sem sucesso.
Mesmo procurado pela CIA e por Yaskov (Herbert Lom), seu antigo rival da KGB, Kendig consegue não somente despista-los, mas continuar a escrever e planejar seus próximos passos. Retorna aos Estados Unidos e hospeda-se na casa de campo de Myerson, apenas para provocar uma operação policial ali e deixa-la crivada de balas.
Chega a Londres via Bermudas para encontrar uma editora e publicar o teor completo de suas memórias. Após simular a própria morte num acidente aéreo, seu livro, chamado Hopscotch, é publicado tornando-se campeão de vendas.

## Elenco
- Walter Matthau — Miles Kendig
- Glenda Jackson — Isobel
- Sam Waterston — Joe Cutter
- Ned Beatty — Myerson
- Herbert Lom — Yaskov
- David Matthau — Hoss
- George Baker — Westlake
- Douglas Dirkson — Follett
- Ivor Roberts — Ludlum
- Lucy Saroyan — Carla
- Severn Darden — Maddox
- George Pravda — Saint Breheret
- Jacquelyn Hyde — corretora imobiliária
- Mike Gwilym — Alfie
- Terry Beaver — Tobin
- Ray Charleson — Clausen
- Christopher Driscoll — policial 1
- Michael Cronin — policial 2
- Roy Sampson — sargento de polícia

## Produção
O filme foi gravado em Munique, Alemanha, Salzburgo, Áustria, Londres, Reino Unido e Atlanta e Savannah, Estados Unidos

## Prêmios e indicações
Walter Matthau foi nomeado ao Globo de Ouro de melhor ator em comédia ou musical de 1980.